# Учасники російсько-української війни Я
Учасники російсько-української війни, прізвища яких починаються з літери Я:
1. Яблуновський Олександр Михайлович
2. Яблуновський Сергій Михайлович
3. Ябчанка Олександр Володимирович
4. Явар Денис Євгенович
5. Явкун Олексій Ігорович
6. Яворський Віталій Олександрович
7. Яворський Євгеній Володимирович
8. Яворський Ігор Григорович
9. Яворський Михайло Володимирович
10. Яворський Олексій Олексійович
11. Яворський Олексій Сергійович
12. Явтушенко Віталій Сергійович
13. Явтушенко Олег Олександрович
14. Ягельський Дмитро В'ячеславович
15. Ягодинський Володимир Юрійович[1]
16. Ягодка Сергій Вікторович[2]
17. Ягун Віктор Миколайович
18. Яегер Мартін[3]
19. Яжук Микола Петрович
20. Яжук Михайло Вікторович
21. Язловецький Павло Олександрович
22. Якименко Віталій Валерійович
23. Якименко Віталій Миколайович
24. Якименко Максим Анатолійович
25. Якимець Василь Олегович
26. Якимець Олексій Іванович
27. Якимець Петро Олегович
28. Якимів Роман Васильович
29. Якимов Олександр Валерійович
30. Якимович Олег Анатолійович
31. Якимович Павло[4]
32. Якимчук Антон Павлович
33. Якимчук Владислав Сергійович[5][6]
34. Якимчук Сергій Вікторович
35. Якимчук Тарас Володимирович
36. Якимюк Роман Сергійович
37. Якобчук Володимир Вікторович
38. Яков'як Віктор Петрович
39. Яковенко Антон[7]
40. Яковенко Денис Олександрович
41. Яковенко Іван Вікторович
42. Яковенко Олег Анатолійович
43. Яковенко Олег Васильович
44. Яковенко Олександр Олексійович
45. Яковенко Роман Сергійович
46. Яковенко Сергій Миколайович
47. Яковець Олександр Васильович
48. Яковець Роман Михайлович
49. Яковлев Данило Дмитрович
50. Яковлев Олег Миколайович
51. Яковлєв Євген Андрійович
52. Яковлєв Михайло Сергійович
53. Яковлєв Сергій Миколайович
54. Яковченко Олег Миколайович
55. Якубенко Олександр Валерійович
56. Якубенко Олександр Степанович
57. Якубінський Владислав Вікторович
58. Якубов Артур[8]
59. Якубовський Іван Андрійович
60. Якубовський Назар Олександрович
61. Якунін Олег Іванович
62. Якушевський Олексій Вікторович
63. Якушевич Руслан Олександрович
64. Якушин Іван Іванович
65. Якушко Анатолій Павлович
66. Якушко Станіслав Олександрович
67. Якущенко Валерій Миколайович
68. Ялишев Сергій Олександрович
69. Яловцов Максим Вадимович
70. Ямковий Максим Сергійович
71. Ямщиков Олександр Володимирович
72. Ямщиков Юрій Олександрович
73. Янголенко Сергій Олександрович
74. Янголь Леонід Михайлович
75. Яндульський Сергій Юрійович
76. Яндюк Олег Васильович
77. Яневич Володимир Анатолійович
78. Яницький Олександр Ігорович
79. Янишин Микола Олександрович
80. Янів Дмитро Михайлович
81. Янів Ярослав Васильович
82. Янін Олексій
83. Янкевич Назар Мар'янович
84. Янкелевич Борис Юрійович[9]
85. Янкін Дмитро Ігорович
86. Янко Микола Васильович
87. Янковий Сергій Васильович
88. Янковський Руслан Віталійович[10]
89. Яновський Анатолій Володимирович
90. Янковський Олексій Сергійович
91. Янович Вадим Миколайович
92. Янович Володимир Миколайович
93. Янковський Микола Васильович
94. Янковський Олег Володимирович
95. Янушевський Нікон Вікторович
96. Янчевський Роман Юрійович
97. Янченко Андрій Васильович
98. Янченко Дмитро Олександрович
99. Янчук Валерій Леонтійович
100. Янчук Володимир Степанович
101. Яранцев Євген Валентинович
102. Ярема Богдан Романович
103. Яремейчук Любомир Васильович
104. Яременко Дмитро Валерійович
105. Яременко Сергій Володимирович
106. Яременко Юрій Юрійович
107. Яременко Ярослав Дмитрович
108. Яремко Василь Іванович
109. Яремук Сергій Олександрович
110. Яремчук Андрій Олександрович
111. Яремчук Олександр Олександрович
112. Яремчук Сергій Олександрович
113. Яренко Сергій Володимирович
114. Яресько Сергій Іванович
115. Ярецький Андрій Миколайович
116. Ярешко Андрій Григорович
117. Ярина Роман Іванович
118. Яринич Олександр Вікторович
119. Яриш Олександр Володимирович
120. Яриш Руслан Анатолійович
121. Яріш Сергій Андрійович
122. Яркін Сергій В'ячеславович
123. Яркін Спартак Павлович[11]
124. Ярков Олександр Іванович
125. Ярковський Ярослав Леонідович
126. Яркулов Алім Олексійович
127. Ярмак В'ячеслав Павлович
128. Ярмола Станіслав Олександрович
129. Ярмоліч Олександр Миколайович
130. Ярмолюк Максим Миколайович
131. Ярмолюк Олександр Петрович
132. Ярмолюк Олексій Вікторович
133. Ярмолюк Станіслав Васильович
134. Ярмошевич Віктор Йосипович
135. Ярмошевич Олександр Вікторович
136. Ярмошевич Олександр Миколайович[12]
137. Ярмуратій Анна Миколаївна
138. Яровенко Семен Андрійович
139. Яровець Максим Олександрович
140. Яровий Андрій Ігорович
141. Яровий Володимир Валентинович
142. Яровий Микита Олександрович
143. Яровий Микола Миколайович
144. Яровий Михайло Михайлович
145. Яровий Олександр Анатолійович[13]
146. Яровий Олександр Олександрович
147. Яровий Руслан Геннадійович
148. Яровий Станіслав Вікторович
149. Ярославцев Василь Валентинович
150. Яроцький Олександр Вікторович
151. Ярош Дмитро Анатолійович
152. Ярош Микола Сергійович
153. Ярош Олексій Олександрович
154. Ярош Руслан Феліксович
155. Ярошевич Федір Сергійович
156. Ярошенко Андрій Вікторович
157. Ярошенко Дмитро Олександрович (військовик)
158. Ярошенко Дмитро Олександрович (військовослужбовець)
159. Ярошенко Сергій Григорович
160. Ярощук Валерій Петрович
161. Ярусевич Юрій Миколайович
162. Ярчевський Андрій Романович
163. Ярюхін Ілля Миколайович
164. Ясенко Дмитро Андрійович
165. Ясиновський Віталій Михайлович — сержант Збройних сил України, учасник російсько-української війни.[14]
166. Ясковець Олег Олександрович
167. Ясногор Сергій Володимирович
168. Яструб Олександр Володимирович
169. Яськів Володимир Богданович
170. Ясько Олександр Олексійович
171. Ясько Станіслав Григорович
172. Ятченко Сергій Олександрович
173. Ях Роман Богданович
174. Яхновський Олександр Вікторович
175. Яцейко Іван Іванович
176. Яценко Валентин Володимирович
177. Яценко Валентин Миколайович
178. Яценко Михайло Іванович
179. Яценко Михайло Ігорович
180. Яценко Олександр Васильович
181. Яценко Олександр Володимирович (військовослужбовець)
182. Яценко Юрій Петрович
183. Яцик Віталій Степанович
184. Яцик Іван Васильович
185. Яцик Олександр Анатолійович
186. Яцина Владислав Андрійович
187. Яцина Євген Вікторович
188. Яцишен Ян Володимирович
189. Яцишин Дмитро Орестович
190. Яцишин Петро Степанович
191. Яцків Володимир Васильович
192. Яцків Петро Миколайович
193. Яцко Мирослав Мирославович
194. Яцко Сергій Георгійович
195. Яцковський Михайло Іванович
196. Яцько Юрій Вікторович
197. Яцун Олександр Васильович
198. Яцунда Ігор Ярославович
199. Яцуник Віктор Васильович
200. Яцух Сергій Васильович
201. Яцюк Анатолій Іванович
202. Яцюк Іван Миколайович
203. Яцюк Юрій Миколайович
204. Яцьков Ярослав Миколайович
205. Яшвілі Зураб[15]
206. Ященко Вадим Юрійович
207. Ященко Роман Володимирович
208. Ящишин Олег Степанович
209. Ящук Денис[16]
210. Яшук Олександр Миколайович
211. Ящук Максим Володимирович
212. Ящук Павло Володимирович